# محوطه مالی کهریزی
محوطه مالی کهریزی مربوط به دوره اشکانیان است و در شهرستان مشگین‌شهر، بخش ارشق، دهستان ارشق شمالی، روستای عالی کهریزی واقع شده و این اثر در تاریخ ۱۲ شهریور ۱۳۸۶ با شمارهٔ ثبت ۱۹۳۷۲ به‌عنوان یکی از آثار ملی ایران به ثبت رسیده است.